# افسانه‌زدایان
افسانه زدایان (به انگلیسی: MythBusters) برنامهٔ تلویزیونی به سبک علمی، سرگرمی و محصول شبکه تلویزیونی دیسکاوری است. این برنامه توسط دو طراح جلوه‌های ویژه به نام‌های آدام سویج و جیمی هاینمن اجرا می‌شود.

## موضوع برنامه
در این مجموعه گروه سازنده افسانه‌زدایان به دنبال حل سوالات پیچیده و هیجان‌انگیز فیزیک از طریق راه‌های علمی و ساده هستند.